# Marco van Hoogdalem
Marco van Hoogdalem (* 23. Mai 1972 in Gorinchem) ist ein ehemaliger niederländischer Fußballspieler.

## Vereinskarriere

### Anfänge in Gorinchem
Marco van Hoogdalem stammt aus dem Gorinchemer Ortsteil Lingewijk. Sein Vater Jan van Hoogdalem war Jugendtrainer beim SVW Gorinchem und ließ seinen Sohn schon mit vier Jahren in der F-Jugend mitspielen. Die Ballbehandlung hatte er schon beim Schulpausen- und Straßenfußball mit seinem drei Jahre älteren Bruder John und dessen Freunden erlernt. Als er 15 war, holte ihn sein Trainer Hans van Dongen bereits aus der A-Jugend in die erste Mannschaft des Amateurvereins. Zu dieser Zeit spielte er noch auf der Mittelstürmerposition. In seinem Debütspiel gegen Hermes DVS erzielte er auch sein erstes Tor im Seniorenbereich. Das Team wurde in dieser Spielzeit Zweiter und verpasste knapp den Aufstieg.

### Profi in Waalwijk
Nach einem Probespiel im Profibereich – beim FC-Dordrecht-Vorgänger DS'79 – entschloss van Hoogdalem sich, zunächst in die A-Jugend von RKC Waalwijk zu wechseln. Nachdem er sich im ersten Halbjahr 1989/90 mit 26 Toren um die Juniorenmannschaft verdient gemacht hatte, wurde er in der Winterpause in die zweite und kurz darauf in die erste Elf befördert. Am 11. März 1990 gab er sein Debüt in der Eredivisie, als er im Match beim FC Den Haag in der 62. Minute für den ebenfalls aus Gorcum stammenden Maurice Schopenhouer eingewechselt wurde. Seinen ersten Treffer – noch immer spielte van Hoogdalem als Stürmer, bei RKC zu dieser Zeit gemeinsam mit Schopenhouer neben dem ehemaligen Nationalspieler André Hoekstra – erzielte er zwei Wochen später beim FC Twente. Erneut eingewechselt, traf er kurz vor Schluss zum einzigen Tor des Spiels. In dieser und der folgenden Spielzeit 1990/91 blieb er Ergänzungsspieler, kam in den anderthalb Jahren auf 24 Einsätze in der Liga, meist als Einwechselspieler. In der Saison 1991/92 – zum RKC-Kader gehörten mittlerweile illustre Spieler wie Harry Decheiver, Rob Maas, Jos Luhukay und Marc van Hintum – schaffte er bei Trainer Leo van Veen den Durchbruch zum Stammspieler, der auf allen Positionen der linken Seite, von der Abwehr bis zum Sturm, eingesetzt wurde. Nach Platz sieben in der Vorsaison – besser hatte zuvor kein Team des RKC abgeschnitten – reichte es 1992 am Ende jedoch nur noch zum zehnten, 1993 zum neunten Platz.

### Erfolge mit Roda JC
Zur Saison 1993/94 wechselte van Hoogdalem zu Roda Kerkrade, wo im März 1993 Huub Stevens seine erste Station als Cheftrainer angetreten hatte. Zwar hatten die Kerkrader die Saison zwei Plätze hinter dem RKC abgeschlossen, doch Stevens war dabei, eine Mannschaft aufzubauen, welche die erfolgreichste der Roda-Geschichte werden sollte. Nach Platz sechs 1994 drang der Club in der Saison 1994/95 erstmals in die Phalanx der „großen drei“ – Ajax, Feyenoord und PSV – ein und eroberte mit dem zweiten Tabellenplatz einen UEFA-Pokalplatz. Van Hoogdalem hatte bei Stevens mittlerweile seinen Stammplatz in der Innenverteidigung neben Johan de Kock. Gemeinsam mit Torhüter Ruud Hesp waren sie Garanten für den Erfolg: Nur 28 Gegentore musste Roda in der Saison hinnehmen, ebenso wenige wie Meister Ajax. Auch 1996 qualifizierte sich Roda JC mit Platz vier in der Eredivisie für den UEFA-Pokal. Zwei Wochen nach dem Erstrunden-Aus gegen den späteren UEFA-Pokalsieger FC Schalke 04, der sich zu Saisonbeginn schon die Dienste von Johan de Kock gesichert hatte, wechselte Trainer Huub Stevens ebenfalls zum Gegner; in der Winterpause folgte ihm Marco van Hoogdalem. Ihr ehemaliges Team gewann im Mai das KNVB-Pokalfinale gegen den sc Heerenveen.

### Pokalsiege mit Schalke 04
Am 15. Februar 1997 gab van Hoogdalem sein Bundesliga-Debüt; im Spiel gegen den VfB Stuttgart wurde er für Jiří Němec eingewechselt. Im UEFA-Pokalwettbewerb konnte er bei den Schalkern nicht eingesetzt werden, da er bereits für Roda JC gegen seinen neuen Club gespielt hatte, so dass er lediglich ein „Kader-Eurofighter“ blieb. In den ersten zweieinhalb Jahren war es schwierig für ihn, seinen Platz in der Mannschaft zu finden. Doch, wie er später sagte, hatte ihn 

„... von Anfang an der Schalke-Virus ergriffen. Man kann das mit einer unheilbaren Krankheit vergleichen, gegen die kein Mittel zu finden ist. Es ist einer der tollsten Vereine in Deutschland.“

Der Gewinn des Europapokals legte für ihn und für den FC Schalke 04 den Grundstein für einige erfolgreiche Jahre. 2001 und 2002 gewannen sie zweimal den DFB-Pokal. In der Spielzeit 2000/01 wurde van Hoogdalem mit dem Team Vizemeister („Meister der Herzen“); die Enttäuschung nach dem Tor Patrik Anderssons im Volksparkstadion in der Nachspielzeit, das den Vier-Minuten-Traum von der ersten Meisterschaft der Schalker nach 43 Jahren zerstörte, zählt er zu den fußballerischen Tiefpunkten in seinem Leben. Er spielte anschließend mit den Gelsenkirchenern in der Champions League, erzielte zwei Tore gegen RCD Mallorca und den FC Arsenal. Bis 2003 war er ein Leistungsträger seines Teams – die Zeit von 2000 bis 2003 bezeichnete er einmal als „meine besten Jahre“ – bevor ihn ab Mai 2003 eine schwere Hüftverletzung zurückwarf. Nach einer Operation konnte er erst im September 2003 das Training wieder aufnehmen, zu einem Zeitpunkt, als der neue Trainer Jupp Heynckes seine Stammelf schon gefunden hatte. Er versuchte, bei den Schalker Amateuren in der Regionalliga Nord den Anschluss zu finden; doch schließlich wurde er in der Winterpause 2003/04 für ein halbes Jahr an Roda JC ausgeliehen, wo er zu zehn weiteren Einsätzen in der Eredivisie kam. Sein letztes Ligaspiel als Profi war, ohne dass er es zu diesem Zeitpunkt wissen konnte, das Match in Waalwijk gegen seinen ehemaligen Club RKC am 17. April 2004, bei dem Roda JC 1:1 spielte.
Nach seiner Rückkehr zum FC Schalke 04 schaffte er es nicht mehr, sich wieder in die Mannschaft zu spielen. Bis 2006 blieb er beim Revierclub und wurde 2004/05 noch einmal Vizemeister – allerdings bestritt er in diesen zwei Jahren kein Spiel mehr für Schalke. Die Folgen der Hüftoperation und ein chronisches Leberleiden zwangen ihn, seine Karriere mit 34 Jahren zu beenden.

## Nationalmannschaft
Marco van Hoogdalem stand mit Bryan Roy, Frank und Ronald de Boer in der Jong-Oranje-Auswahl, die als bester Viertelfinalist der U-21-Europameisterschaft 1992 in Entscheidungsspielen gegen Australien knapp an der Qualifikation für das olympische Fußballturnier in Barcelona scheiterte. Nach einem 0:0 im Auswärtsspiel erzielte Ned Zelic den entscheidenden Treffer für die Australier zum 1:1-Ausgleich im Heimspiel der Niederländer. Im Gegensatz zu seinen Mitspielern aus der U-21 schaffte van Hoogdalem nie den Sprung in die A-Nationalmannschaft, was er selbst für unverständlich hält: 

„Unbegreiflich, dass die Nationaltrainer nie gekommen sind, um mich spielen zu sehen. Spieler wie Melchiot und Reiziger wurden wohl berufen, aber mich hat keiner gesehen, während ich jede Woche auf sehr hohem Niveau meine Spiele machte. Deutschland und Gelsenkirchen waren offenbar zu weit weg.“

## Erfolge
- UEFA-Pokalsieger 1997 (FC Schalke 04)
- DFB-Pokalsieger 2001 und 2002 (FC Schalke 04)
- Deutscher Vizemeister 2001 und 2005 (FC Schalke 04)
- KNVB-Pokalsieger 1997 (Roda JC)
- Niederländischer Vizemeister 1995 (Roda JC)

## Nach der Profikarriere
Seit April 2007 betreiben Marco van Hoogdalem und seine Ehefrau Danny einen Gasthof in der Nähe des südlimburgschen Voerendaal-Ubachsberg. Sein Leberleiden war unter Kontrolle; er stand allerdings Anfang 2010 auf der Warteliste für eine Transplantation. Nebenher trainierte van Hoogdalem im Jahr 2010 die A-Jugend von Roda JC. Auch sein älterer Sohn spielte 2010 in der Roda-Jugend, der jüngere Sohn war bei einem kleineren Amateurverein aktiv. Auf sein eigenes Karriereende blickt Marco van Hoogdalem eher wehmütig zurück:

„Ich habe alles und vielleicht noch mehr aus meiner Fußballerlaufbahn gemacht. Aber ich habe es satt, dass ich nicht mehr Fußballspielen kann. Wenn mal ein Ball in meine Richtung fliegt, dann weiß ich, dass es mir große Schmerzen bereiten wird, wenn ich ihn zurückschieße. Und das tut weh.“